# Факсон (тауншип, Миннесота)
Факсон (англ. Faxon) — тауншип в округе Сибли, Миннесота, США. На 2000 год его население составило 598 человек.

## География
По данным Бюро переписи населения США площадь тауншипа составляет 55,6 км², из которых 54,3 км² занимает суша, а 1,3 км² — вода (2,33 %).

## Демография
По данным переписи населения 2000 года здесь находились 598 человек, 188 домохозяйств и 156 семей. Плотность населения — 11,0 чел./км². На территории тауншипа расположено 193 постройки со средней плотностью 3,6 построек на один квадратный километр. Расовый состав населения: 98,33 % белых, 0,17 % азиатов, 1,00 % — других рас США и 0,50 % приходится на две или более других рас. Испанцы или латиноамериканцы любой расы составляли 1,00 % от популяции тауншипа.
Из 188 домохозяйств в 51,1 % воспитывались дети до 18 лет, в 78,7 % проживали супружеские пары, в 1,6 % проживали незамужние женщины и в 17,0 % домохозяйств проживали несемейные люди. 12,8 % домохозяйств состояли из одного человека, при том 2,7 % из — одиноких пожилых людей старше 65 лет. Средний размер домохозяйства — 3,18, а семьи — 3,54 человека.
34,9 % населения — младше 18 лет, 6,7 % — в возрасте от 18 до 24 лет, 33,1 % — от 25 до 44, 20,1 % — от 45 до 64, и 5,2 % — старше 65 лет. Средний возраст — 32 года. На каждые 100 женщин приходилось 111,3 мужчин. На каждые 100 женщин старше 18 приходилось 111,4 мужчин.
Средний годовой доход домохозяйства составлял 59 375 долларов, а средний годовой доход семьи — 63 500 долларов. Средний доход мужчин — 37 625 долларов, в то время как у женщин — 30 096. Доход на душу населения составил 19 632 доллара. За чертой бедности находились 1,2 % семей и 1,6 % всего населения тауншипа, из которых 14,3 % старше 65 лет.